# Georges Brohée
Pour les articles homonymes, voir Brohée.
Georges Brohée, né en 1887 à Ghlin, et mort en 1957 à Bruxelles, est un chirurgien et radiologue belge considéré comme un des pères de la gastro-entérologie.

## Biographie
Il est l’instigateur de la Société mondiale de gastro-entérologie (fondée à Washington un an après son décès). Il avait auparavant créé la Société Royale Belge de Gastro-Entérologie (SRBGE) (1928) et organisé le premier congrès international de gastro-entérologie (Bruxelles, 1935). Professeur à l’Université libre de Bruxelles et fondateur, puis président, de l’Association des sociétés scientifiques médicales belges, l’unique fonds de la Société royale belge de gastro-entérologie et un prix portent son nom,. Il est également en 1933 le fondateur avec deux ses collègues, Joseph Massion et Léon Daumerie du premier journal national de gastro-entérologie appelé “Le Journal Belge de Gastro- Entérologie”. Celui-ci sera appelé après la deuxième guerre mondiale "Acta Gastro-Enterologica Belgica". Il en restera rédacteur-en-chef jusqu'à son décès en 1957.